# Kalofer
Kalofer (bulgarsk: Калофер [kɐˈɫɔfɛr]) er en by i det centrale Bulgarien, beliggende på bredden af Tundzha mellem Balkanbjergene mod nord og Sredna Gora mod syd. Kalofer er en del af Plovdiv-provinsen og Karlovo- kommunen. Den er bedst kendt som fødestedet for den bulgarske digter og revolutionære Hristo Botev.
Den moderne bebyggelse Kalofer opstod i det 16. århundrede og formåede at bevare sin bulgarske karakter i Det Osmanniske Rige og udvikle sig som et center for håndværk, primært snoreproduktion. Kalofer-klostret har været i drift siden 1640 og klostret siden 1700. Under den bulgarske nationale genfødsel blev byen et centrum for revolutionær aktivitet, idet den var fødestedet for personer som Hristo Botev, eksark Josef, Dimitar Panichkov, Nikola Ivanov.

## Geografi
Kalofer ligger i den sydlige udkant af Stara Planina. Det er kun 17 kilometer fra Karlovo, 22 km fra Sopot, 56 km fra Plovdiv, 222 km væk fra Burgas, 300 km fra Varna og 164 km fra hovedstaden i Bulgarien Sofia.

## Historie
Kalofer blev grundlagt i det 16. århundrede (1533). Helt fra begyndelsen nød den privilegier som by, hvilket gjorde det muligt for den at bevare sin typiske bulgarske karakter. I den tid, hvor traditionelle skikke blomstrede, var omkring 1200 enheder til fremstilling af traditionelle farvede bulgarske uldtråde (gaitan) i drift i byen. Traditionelle bulgarske helligdage er altid holdt i hævd i Kalofer. Byen er blevet brændt ned mindst tre gange.